# ГЕС Sāyútuó
ГЕС Sāyútuó (撒鱼沱水电站) — гідроелектростанція на півдні Китаю у провінції Юньнань. Знаходячись перед ГЕС Wànniánqiáo, становить верхній ступінь каскаду у нижній течії річки Hengjiang, правої притоки Дзинша (верхня течія Янцзи). При цьому в середній течії Hengjiang також споруджений цілий ряд електростанцій (ГЕС Gāoqiáo та інші). 
В межах проекту річку перекрили бетонною гравітаційною греблею висотою 39 метрів та довжиною 285 метрів. Вона утримує водосховище з площею поверхні 0,78 км2, об’ємом 10,4 млн м3 (корисний об’єм 2,7 млн м3) та нормальним рівнем на позначці 414 метрів НРМ.  
Пригреблевий машинний зал обладнали трьома турбінами типу Каплан потужністю по 20 МВт, які використовують напір від 17 до 25 метрів (номінальний напір 20 метрів) та забезпечують виробництво 284 млн кВт-год електроенергії на рік.
Видача продукції відбуватиметься по ЛЕП, розрахованій на роботу під напругою 110 кВ.